# Gamma Reticuli
Gamma Reticuli (γ Reticuli) é uma estrela variável na constelação de Reticulum. Com uma magnitude aparente média de 4,50, é visível a olho nu em locais sem muita poluição luminosa. Possui uma coloração fortemente avermelhada, com um índice de cor B-V igual a 1,62. A partir de medições de paralaxe pela sonda Gaia, sua distância da Terra é calculada em aproximadamente 460 anos-luz (142 parsecs).
Esta é uma gigante vermelha com um tipo espectral de M4III. No diagrama HR, encontra-se no ramo assintótico das gigantes, o que indica que está na fase final de sua evolução e já concluiu as fases de queima de hidrogênio e hélio no núcleo. Observações interferométricas pelo instrumento AMBER no Very Large Telescope determinaram para a estrela um diâmetro angular de 7,44 ± 0,02 milissegundos de arco, a partir do qual um raio de 115 vezes o raio solar foi calculado. Essas observações também mostraram que o disco da estrela possui luminosidade assimétrica, um fenômeno comum em gigantes vermelhas frias e expandidas, cujas superfícies frequentemente contêm células convectivas gigantes.
Gamma Reticuli é uma estrela fria e luminosa, com uma temperatura efetiva de 3 450 K e uma luminosidade 1700 vezes maior que a do Sol. Modelos de evolução estelar indicam que sua massa provavelmente está na faixa de 1,5 a 2 massas solares. Como uma estrela gigante, ela possui também uma gravidade superficial muito baixa, com uma aceleração da gravidade em sua fotosfera de apenas 0,03 m/s². Essa baixa gravidade dá à estrela um envelope externo difuso e mal definindo, típico de estrelas gigantes frias.
Uma variável semirregular, Gamma Reticuli varia seu brilho entre magnitude 4,42 e 4,64 com múltiplos períodos na ordem de 25 dias. Um estudo de 2009 encontrou na sua curva de luz três períodos de 30, 42,8 e 277 dias, com amplitudes de 0,057, 0,040 e 0,045 magnitudes respectivamente.

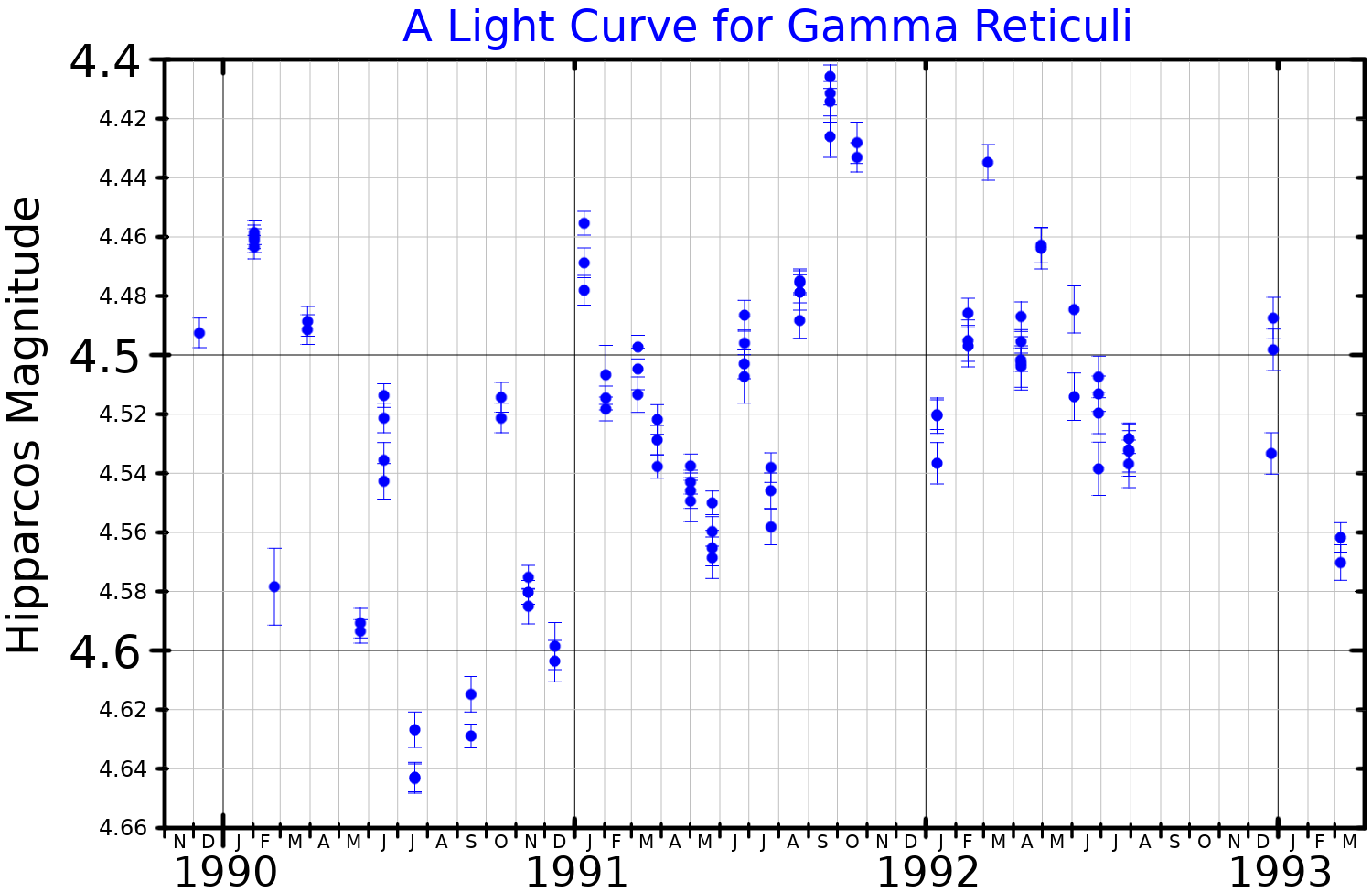
Curva de luz de Gamma Reticuli obtida de dados da sonda Hipparcos